# Spilopera debilis
Spilopera debilis är en fjärilsart som beskrevs av Butler 1878. Spilopera debilis ingår i släktet Spilopera och familjen mätare. Inga underarter finns listade i Catalogue of Life.